# バニヤース
座標: 北緯35度10分56秒 東経35度56分25秒 / 北緯35.18222度 東経35.94028度
バニヤース（バーニヤース、Baniyas、アラビア語表記：بانياس）はシリア北西部・タルトゥース県北部にある港湾都市。カルアト・エル＝マルカブ（Qal'at el-Marqab）の丘のふもとに広がり、ラタキアの55km南、タルトゥースの35km北に位置する。人口は約42,000人。
地中海に面し、古くから背後の山岳部や農村から出荷される果実および木材の輸出を行ってきた。またイラクからの石油パイプラインが伸びているため、製油所や石油積出港のほうが有名になったが、イラン・イラク戦争や湾岸戦争、その後の経済制裁など中東情勢の影響を受けている。
町の周囲には、緑の丘に囲まれたシトラスの果樹園が広がる。また丘のうちのひとつには、十字軍時代の聖ヨハネ騎士団の要塞マルガット城（Margat）があり、黒玄武岩の石材でできた堂々とした姿を見せている。

## 歴史
フェニキア時代から重要な港であり、ギリシャ人にはバレミア（Balemia）の名で、古代ローマ時代にはラテン語でバラナエア（Balanaea）と呼ばれた。ストラボンの『地理誌』（16巻2章11節）には、バラナエアなどいくつかの海岸沿いの町はアラドゥス（現在のタルトゥース沖のアルワード島にあった都市）の支配下と書かれている。6世紀の歴史学者、ビザンティウムのステファヌス（Stephanus of Byzantium）はこの都市をフェニキアの一部としているが、実際にはシリア属州に属しアパメアの管轄下にあった。325年の第1ニカイア公会議にはバラナエアからも司教が出席している。カトリック教会は現在も「バラネア」（Balanea）に名義のみの司教（名義司教）を置いているが、2008年現在は空席になっている。
十字軍はこの町をヴァラニア（Valania）と呼び城壁で囲んだ。また付近の山の上にマルガット城を建て、ヴァラニアの南を流れる小川をアンティオキア公国とトリポリ伯国の境界とした。1188年のサラーフッディーンによる遠征ではヴァラニアもマルガット城も落ちなかったが、ヴァラニアにいた司教はより安全なマルガット城に移った。1285年にマムルーク朝がマルガット城を落としたときにはバニヤースはただの村となっていた。19世紀後半にはバニヤース周辺にはヴァラニアの廃墟が見られたが、やがて開発により跡形もなくなってしまった。

## 参考
1. ↑  https://penelope.uchicago.edu/Thayer/E/Roman/Texts/Strabo/16B*.html

- "Nicolò Arrighetti". Catholic Encyclopedia. (1913). New York: Robert Appleton Company.
- GigaCatholic- Titular Sees
- この記事は、1913年出版のパブリックドメインの書籍、Catholic Encyclopedia の「Balanaea」の項の内容を含む。